# Hrib pri Kamniku
Hrib pri Kamniku – wieś w Słowenii, w gminie Kamnik. W 2018 roku liczyła 58 mieszkańców.